# Jacquemontia polyantha
Jacquemontia polyantha är en vindeväxtart som först beskrevs av Diederich Franz Leonhard von Schlechtendal och Cham., och fick sitt nu gällande namn av Hallier f. Jacquemontia polyantha ingår i släktet Jacquemontia och familjen vindeväxter. Inga underarter finns listade i Catalogue of Life.